# Рат у Абхазији (1992—1993)
Рат у Абхазији од 1992. до 1993. године је војни сукоб у ком су учествовали на једној страни грузијске владине снаге, а са друге абхаске сепаратистичке снаге које су се бориле за независност Абхазије од Грузије, руске оружане снаге и Северно-кавкаски борци. Етнички Грузијци који су живели у Абхазији су се борили у великој мери на страни грузијских владиних снага. Етнички Јермени и Руси у Абхазији су у великој мери подржали Абхаске сепаратисте. Сепаратисти су добили подршку од хиљаде бораца Северног Кавказа и козачких милитаната, као и од Руске Федерације и њених снага стационираних у Абхазији.
Већи део овог сукоба је отежано водила грузијска страна због грађанских немира у Грузији (између присталица свргнутог председника Грузије Звиад Гамсакхурдиа - у канцеларији 1991-1992 - и пучистичке владе на чијем је челу био Едуард Шеварднадзе), као и од стране грузијско-осетског сукоба од 1989. године па надаље.
Значајна кршења људских права и зверства било је на свим странама, а кулминација је била у периоду након што је Абхазија заузела Сухуми 27. септембра 1993. године, који (према Организацији за европску безбедност и сарадњу) уследила је великих размера кампања етничког чишћења против етничког грузијског становништва. Мисију за утврђивање чињеница послао је генерални секретар УН-а у октобру 1993. године који је пријавио велики број и озбиљна кршења људских права и од Абхазије и Грузије. Од 13.000 до 20.000 етничких Грузијаца и око 3.000 Абхаза је убијено, а више од 250.000 Грузијаца су постали интерно расељени или избјеглице и 2.000 се сматра несталим.
Рат је тешко погодио пост-совјетску Грузију, која је претрпела знатну финансијску, људску и психолошку штету. Борбе и касније настављени спорадични сукоби су уништили Абхазију.

## Позадина
Ситуација у Аутономној Совјетској Социјалистичкој Републици Абхазији била је напета од краја 1980-их, када је анти-совјетска, грузијска опозиција почела захтевање независност од Совјетског Савеза. У марту 1989. године, Абхаски националисти тражили су на Ликхнијској декларацији званично оснивање посебне Совјетске Социјалистичке Републике (на основу преседана постојања посебне абхазијске ССР током 1925—1931, који је повезан са грузијским ССР од конфедералне "Уније Уговора"). Декларацију су потписали ректор Универзитета Сухуми. Етнички Грузијски студенти универзитета најавили су протесте, али су били забрањени од грузијске владе. Ипак, студенти су се окупили и напали етничке Абхазе. Грузија против совјетског покрета укључује тврдње студената против Абхазијске сецесије на своју листу слогана и окупљанеколико хиљада грузијских демонстраната у Тбилисију . У одговору на протесте совјетске трупе су 9. априла 1989. године послале војску у Тбилиси, што је довело до трагедије.

## Рат

### Предратни инциденти
Као последица, први оружани сукоби између представника Абхазијске и Грузијске популације одиграли су се 16. и 17. јула 1989. у Сухумију. Сукоб је изазван одлуком грузијске владе да претвори грузијски сектор Државноог универзитета Сухуми у филијале под контролом Тбилисија. Абхази су се оштро супроставили новом универзитету у ком су видели као инструмент за продужење грузијске доминације. Иако је Врховни совјет Совјетског Савеза закључио да грузијска влада није имала законско право да одобри нови универзитет, један је пријемни испит заказан је за 15. јули. Грађански немири брзо су се претворили у милитаризовани сукоб који је према званичним подацима, резултирао са 18 смртних случајева и најмање 448 рањених, од којих су 302 били Грузијци. Као одговор, трупе Министарства унутрашњих послова су распоређене да угуше немире. До јула 1990. године, пошто ниједна страна није желела да реши војно питање, Грузијски-Абхазијски антагонизми су у великој мери постали потиснути у парламент, и обележени као правно такмичење, такозвани "рат закона", док нису избила оружана непријатељства у августу 1992. године. За то време, влада Совјетског Савеза је имала врло мало могућности да спријечи међунационалне сукобе, пошто се и сама нашла на ивици колапса.
Етничка издвајања, или квоте, уведене су пре избора Врховног Совјета Абхазије 1991. године, што је резултирало у композицији која није прецизно одражавала националну припадност конститутивног становништва. Тако, на 65 места, су Абхази (17% становништва) добили 28 места; Грузијци (45%) 26 места; а преосталих 11 која се дели између осталих групација (Јермени, Руси, а други који се састоји од 33% становништва).

### Грузијска офанзива
У јуну 1992. године тензије око аутономије достигле су критичну фазу, када су Абхаски милитанти напали владине зграде у Сухумију. Дана 23. јула 1992. године, абхазијска влада је прогласила независност региона, иако није била међународно призната. Дана 14. августа 1992. године, грузијске полицијске снаге и Национална Гарда су послате да поново успоставе контролу владе над Абхазијом. Редови грузијских трупа су испуњени делимично пражњењем затвора како су неки од затвореника пуштени под условом да се боре у Абхазији. Борбе су избиле истог дана. Дана 18. августа 1992. године, сепаратистичка влада је побегла из Сухумија до Гудаута. Грузијске снаге су потом заузеле велики део Абхазије.
Дана 22. августа 1992. године, Конфедерација планинских народа Кавказа објавила је "декрет" свог председника Мусе Шанибова и предсједника Скупштине Јусуфа Сосланбекова:
"Као што не постоји други начин да се повуче грузијска војска путнике са територије суверене Абхазије и у циљу спровођења резолуцију 10. сједнице ЦМПЦ, да наручимо:
1. Све седиште Савеза морати да пошаље добровољце на територију Абхазије да сломи агресора војно.
2. Све војне формације Савеза морају спровести војне акције против било каквим снагама који им се супротстављају и покушавају да стигне до територије Абхазије било којом методом.
3. Да објави Тбилиси као зона катастрофе. При томе користити све методе, укључујући и терористичких аката.
4. Да прогласи све људе грузијске националности на подручју Савеза за таоце.
5. Све врсте терета усмерен на Грузију може бити притворен[9].

Дана 25. августа, грузијски војни командант Гиорги Каркарашвили, изјавио је преко телевизије да грузијске снаге неће имати ратних заробљеника. Он је обећао да војска неће наудити мирним становницима Абхазије и да ће мировни преговори бити спроведени. Он је упозорио сепаратисте да ако мировни преговори не успеју, преосталих 97.000 Абхаза, који су подржали Ардзинбу ће нестати. Каркарашвили је касније наводно претио Абхазијском политичару Владиславу Ардзинби, кога је прозвао да је одговоран за Абхаски народ и за будуће мртве је оптужио Ардзинбу лично.. Касније, његов говор је коришћен од стране сепаратиста у пропагандне сврхе и да оправдају своје поступке.
Значајно етничко чишћење у пратњи са зверствима догодило се на обе стране. Са територије коју је контролисала Абхска страна било је расељених Грузијаца из и са грузијске територије коју је држала војска расељени су Абхази. Многа кршења људских права, пре свега пљачке и други акти, заједно са отмицом и других кршења хуманитарног права, су почињени на обе стране широм Абхазије.
Дана 26. августа, оружани Чечен који се борио за Абхазију, Валери Малиук од Есхера, изразио је саучешће Грузији. Истог дана су силовали грузијске тинејџере, и заједно са Абхазијским милитантима, починили злочине против грузијских цивила у селу Ордзхоникидзе.
Након заузимања Сухумија, грузијске снаге (укључујући Мкхедриони паравојних јединица) су чиниле етничко чишћење, пљачке, злостављања и убиства". Поред пљачке, Абхазијски културни споменици су уништени на начин који, према неким извештајима, сугерише намерно циљање. Универзитетске зграде, музеји и друге културне колекције су опустошене. У нападу грузијских трупа, абхаски архиви су спаљени, а локални ватрогасци нису покушали да угасе пожар. Абхаске породице и друге избеглице из Сухумија тврдиле су да су пијане грузијске трупе упале у њихове домове са аутоматским оружјем, и говорили им да оду Сухумија заувек, јер Сухуми је грузијски. Према једној породици, грузијск војници су украли накит, насрнули на супругу, а потом бацили их на улицу. Исти сведоци пријавили су да су видели мртве Абхаске цивиле, укључујући жене и старије особе, расуте по улицама, иако су борбе завршене.
На крају ове фазе сукоба, грузијске снаге су заузели већи део Абхазије. Џепови Абхазијских снага су били под опсадом у деловима Очамчира Дистрикта и Ткварчала, док у Гудаути су били стегнути између грузијских трупа у Гагри и Сухумију.

### Пад Гагре
Дана 3. септембра 1992. године, у Москви је договорен прекид ватре. Према споразуму, грузијске снаге су дужне да се повуку из округа Гагре. Грузијска страна извршила је имплементацију споразума и оставила своје позиције. Као резултат тога, локално грузијско становништво Гагре је остало без одбране. Прекид ватре је убрзо прекршен са Абхаске стране. Хиљаде добровољаца паравојних јединица, углавном Чечена и Козаци из Милитаризираног Савеза планинских народа Кавказа (КПНК) и Абхазијске војске, опремљена са Т-72 тенковима, БМ 21 Град ракетних бацача, Сухој Су-25 напада авиона, и хеликоптера крши примирје. Грузија је оптужила Русију да снабдева абхазијске снаге опремом, јер никада раније није била опремљена том опремом. Абхаске и КПНК снаге, напале су град Гагра 1. октобра. Мање грузијске снаге остају у граду које су кратко браниле Гагру пре повлачења, а онда се прегруписале и повратиле град. Абхаске и КПНК снаге реконсолидивале су се и покренуле још један напад за заузимање Гагре 2. октобра. Руска морнарица је почела блокаду поморске луке у близини Гагре. Коришћени су бродови: "СКП-Безукоризненнии", "КИЛ-25", "БТХ-38", "БМ-66", "Головин", "Ландинг 345", потом авијација "529" ("Су-25", "СУ -27 ")," МИ- и ПВО 643". Пуком је командовао први заменик министра одбране Руске Федерације, Г. Колесников који је учествовао у заузимању Гагре. Руски танкер "Дон" испоручио је 420 тона горива сепаратистичким снагама у Гудаути.
Хиљаде грузијских војника и цивила побегло је на север након уласка Русије у рат. Након абхазијског освајања Гагре, они који су остали су насилно протерани, а убијено је укупно 429. људи. Један грузијска жена је подсетио гледају њен муж мучен и покопан жив:
Мој муж Серго је вукао и везан за дрво. Абхазијска жена по имену Зоја Тсвизба донела је послужавник са пуно соли на њој. Узела је нож и почела да наноси ране на мог мужа. Она је тада бацила со на његове ране. Мучили су га десет минута. Потом су приморали младог грузијског дечака (убили су га након тога) да копа рупу са трактором. Они су поставили мог мужа у овој рупи и сахранила га живог. Једино чега се сећам да је он рекао, пре него што је покривен са шљунком и песком, био је: "Брини се о деци!"
Абхазијске снаге, углавном уз подршку руског војног присуства у региону, сада држајући под контролом град Гагру, Гудауту (где је бивша руски војна база остала) и Ткварчал брзо се приближавала Сухумију.
Протерани Грузијци су побегли у Русију преко копнене границе или су евакуисани од руске морнарице.

### Абхазијска офанзива на Есхеру, Гулрипш, Камани и Шрому
Села дуж реке Гумиста (северно и источно од Сухумија), као што су Ачадара, Камани и Шрома, у ком су живели етнички Грузијци су постала стратешки важна област, што је омогућило моторизованим јединицама да се приближе Сухумију, главном граду Абхазије. После неуспелог покушаја да се приближе Сухумију са запада, Абхаске формације и њихови савезници преусмеравају своју офанзиву на северним и источним странама Сухумија. Дана 2. јула 1993. године, под руским војним директивама и поморску подршку, Абхазија и њихови (Конфедерација планинских народа Кавказа ) савезници напали су села на реци Гумиста. Грузијска страна није очекивала никакву офанзиву из северне или источне стране Сухуми Дистрикта. Грузијске снаге су претрпеле велике губитке (чак 500 мртвих у року од сат времена од напада) и дефанзивна линија око Сухумија је пробијена. 5. јула 1993. године, Абхаске снаге, јерменски Баграмијан батаљон, руски и севернокавкаски одреди упали су у села Акхалсхени, Гума и Шрома у Сухуми округу. Становнике из села су покупили и масакрирали. Последња офанзива је изведена 9. јула, на село Камани. Камани је Сван (под-етничка група грузијског народа) села, који су такође укључени у православну цркву (назван по Светом Ђорђу) и манастир. Након пада села, већина његових становника (укључујући и монахиња и свештеника) су убиле абхазијске формације и њихови савезници.

### Бомбардовање и опсада Сухумија
У децембру 1992. године, Абхазијске трупе су почеле гранатирање Грузијских положаја у Сухумију. Дана 4. марта 1993. године, Едуард Шеварднадзе, шеф Државног већа Грузије, стигао је у главни град региона да преузме контролу над одбрамбеним операцијама у граду. Министар економије, Беслану Кобахиа, стигао је у Сухуми током преговора са Гогом Хаиндрава. Према Кобахији, сепаратистички лидер Ардзинба ће поднети оставку ако би Шеварднадзе учинити исто. Он није одобравао вандализам у Гагри и истакао да Абхазија званично никада није објавила своју намеру да се отцепи од Грузије. Као главни командант грузијских војних снага, Едуард Шеварднадзе издао је наредбу "мере одбране Очамчира и региона Сухуми", и изјавио је: "војне формације различитих земаља са концентрацијом у Гудаути и Гумисти, имамо информације да су они имају циљ одузимања Сухумија и доносе хаос и немир у читавој Грузији". Дана 10. фебруара, Шеварднадзе је поставо Гурама Габискирију као градоначелника Сухумија. У међувремену, грузијски парламент је у званичној изјави окривио Русију за агресију против Грузије и захтевао повлачење свих руских војних снага са територије Абхазије.
Дана 16. марта 1993. године, између 6 и 9 часова Абхаске и снаге КПНК покренуле су свеобухватни напад на Сухуми што је довело до масовног уништења и тешких жртава међу цивилима. У 2 часа ујутру Абхаска страна је почела артиљеријском ватром бомбардовање грузијских позиција Гумисте и Сухумија. Касније у току дана неколико руских авиона Су-25 напало је Сухуми бомбардујући га до ујутро следећег дана. Руски специјални одред је водио операцију затим Абхазијски борци и КПНК волонтери. Они су прешли реку Гумисту и учествовале у нападу на Ачадару, али су грузијске снаге успешно зауставиле напредовање.
Дана 14. маја, потписано је примирје, али је било кратког века. Дана 2. јула, Абхазијске снаге и Северно кавкаски волонтери напали су опет село Тамиши, где су се водиле жестоке борбе са грузијским снагама. Битка је бидна једна од најкрвавијих у рату, са неколико стотина убијених и рањених на обе стране. Упркос почетним неуспесима, грузијске снаге су успеле да поврате своје позиције. У јулу, руски одреди, Абхазијска војска и КПНК волонтери заузели су села Ахалшени, Гума и Шрома у Сухуми региону. Најжешће борбе су биле у селу Камани које је бранила грузијска Национална гарда и батаљони оружаних грузијских волонтера. Након неколико сати борбе, село је пало. Током наредна два дана, Абхазијске снаге су спроводиле кампању систематског мучења, силовања и убистава против цивилног становништва у Каманију. Монахиње у цркви су силоване и убијене испред православног свештеника, а свештеници су одведени напоље, где су испитивани о власништву над земљиштем у Абхазији, а потом убијени. Око 120 Грузијаца су убијени у масакру у Каманију.
За то време, Абхазијски сепаратисти с заузели готово све стратешке висине и почели да опкољавају Сухуми. Убрзо након тога, председник грузијског савета одбране Абхазије Тамаз Надареишвили поднео је оставку због лошег здравља и наследио га је члан Грузијскг парламента Зхиули Шартава.
Дана 15. августа 1993. године, Грчка спроводи хуманитарну операцију под кодним називом Златно руно, у којој спроводе евакуацију 1.015 Грка који су одлучили да побегну из ратом захваћене Абхазије.
Слично томе, 170 Естонаца из Абхазије су евакуисани са три лета од стране Републике Естоније у 1992. години (према другим изворима, око 400 Естонаца је побегло у Естонијо током рата).

### Пад Сухумија
Још један прекид ватре договорен је у Сочију 27. јула уз руско посредовање и трајао је до 16. септембра, када су Абхазијски сепаратисти прекршили споразум (наводећи пропуст Грузије у складу са условима уговора) и покренули офанзиву широких размера на Сухуми. Током опсаде, руски МиГ-29 је бацао Термобаричне бомбе на грузијске стамбене објекте у Сухумију и грузијска села дуж реке Гумисте. Руски новинар Дмитриј Кхолодов остао је у Сухумију пре него што је пао, и пријавио да је град био у више наврата гранатиран од стране руских снага, узрокујући велике цивилне жртве.
После жестоких борби, Сухуми је пао 27. септембра. Шеварднадзе је апеловао на становништво Сухумија путем радија:
"Драги пријатељи, грађани Сухумија и Грузије! Грузија се суочава са једним од најтежих дана, посебно Сухуми. Сепаратисти и страни окупатори су ушли у град. Поносан сам на вашу храброст, а сепаратистима и опортунистима ће се судити историја. Они не желе да Грузијци живе у овом граду Грузије. Многи од њих сањају да се понови трагедија из Гагре. Знам да разумете изазов са којим се суочавамо. Знам колико је тешка ситуација. Многи људи су напустили град, али сте остали овде за Сухуми и за Грузију. Позивам вас, грађане Сухумија, борце, официре и генерале: Разумем тешкоће бити на вашем месту, али немамо право на корак назад, сви морамо да држимо земљу. Морамо да задржимо град и спасемо Сухуми. Желео бих да вам кажем да се сви ми - Влада Абхазије, Кабинет министара, господин Зхиули Шартава, његове колеге, градска и регионална влада у Сухумију, се припремамо за акцију. Непријатељ је свестан наше спремности, зато се бори на најбруталнији начин да уништи наш вољени Сухуми. Позивам вас да сачувате мир, упорност и самоконтролу. Морамо да се састанемо са непријатељем на нашим улицама, као што заслужују".
До 30. септембра 1993. године, Абхазијске оружане снаге су ставиле под контролу целу територију аутономне покрајине. Око 250 хиљада етничких Грузијаца у страху од стварне претње од победника су постали избеглице и напустили су своје домове и делом су отишли преко планинских превоја, а делом су пребачени у Грузију морем. Око 70 хиљада њих за неколико година се вратило у Абхазију, углавном у Гали округу.

### Последице пада Сухумија
Пораз у Абхазији довело је до пада морала грузијске војске. У исто време интензивирани су сукоби оружаних група присталица свргнутог председника Гамсакхурдиа и владиних трупа, који је уживао велику подршку на западу Грузије. Део грузијских трупа прешао је на његову страну. Грузија се нашла пред грађанским ратом широких размера.
У контексту потпуног колапса снага Шеварднадзеа су се сложиле да прихвате стални боравак руске војске у Грузији, уместо да траже војну помоћ од Русије. Русија је препоручила Абхазима да зауставе офанзиву, а грузијске снаге су успеле да се концентришу на сузбијању побуне у западној Грузији.
У септембру 1993. године, парламент про-грузијске фракције Апхаза међу којима су избеглице, били су присиљени да напусте Сухуми и преселе се у Тбилиси. Тако, у овом тренутку су се институције аутономне републике нашле у изгнанству.
Дана 14. маја 1994. године уз посредовање Русије потписан је споразум о прекиду ватре и раздвајању снага.
Дана 23. јуна 1994. године на територији Абхазије су пристигле руске мировне снаге које су контролисале 12 километара "зоне безбедности" дуж реке Ингури. Једина област у Абхазији која је остала под Грузијском контролом је Кодори клисура. Од августа 2008. године, након признавања независности од стране Русије, присуство руских оружаних снага у Абхазији регулише се са одговарајућим билатералним споразумима са Републиком Абхазијом. Након Абхазијског заузимања града Сухумија, извршен је један од највећих масакара у току рата над преосталим и заробљеним грузијским цивилима у граду.